# 阿尔彭斯
阿尔彭斯，是西班牙加泰罗尼亚巴塞罗那省的一个市镇。总面积14平方公里，总人口278人（2001年），人口密度20人/平方公里。